# Uma Pistola para Ringo
Uma Pistola para Ringo (em italiano:  Una pistola per Ringo) é um filme hispano-italiano de 1965, dos gêneros drama, ação e faroeste, dirigido por Duccio Tessari, que coescreveu o roteiro com Alfonso Balcázar. A trilha sonora é de Ennio Morricone.

## Sinopse
Pistoleiro é chamado para infiltrar-se na quadrilha de violento bandoleiro e resgatar os reféns aprisionados em uma fazenda.

## Elenco
- Giuliano Gemma ....... Ringo (como Montgomery Wood)
- Fernando Sancho  ....... Sancho
- Lorella De Luca ....... Miss Ruby (como Hally Hammond)
- George Martin ....... Ben – o xerife (como Jorge Martin)
- Nieves Navarro ....... Dolores
- Antonio Casas ....... Major Clyde
- José Manuel Martín ....... Pedro
- Manuel Muñiz  (as Pajarito)
- Juan Cazalilla ....... Mr. Jenkinson (como Juan Casalilla)
- Pablito Alonso ....... Chico
- Nazzareno Zamperla
- Francisco Sanz ....... o coronel (como Paco Sanz)
- Jose Halufi  (como José Halufi)